# Schuir
Der Essener Stadtteil Schuir [ʃyːɐ] im Stadtbezirk IX Werden/Kettwig/Bredeney ist überwiegend landwirtschaftlich geprägt und der bevölkerungsärmste Stadtteil Essens. Die meisten Einwohner wohnen direkt an der Grenze zu Essen-Bredeney in der einzigen Schuirer Wohnsiedlung. Schuir liegt nördlich der Ruhr zwischen den Stadtteilen Haarzopf im Nordwesten, Bredeney im Nordosten, Werden im Südosten und Kettwig im Südwesten.

## Charakter

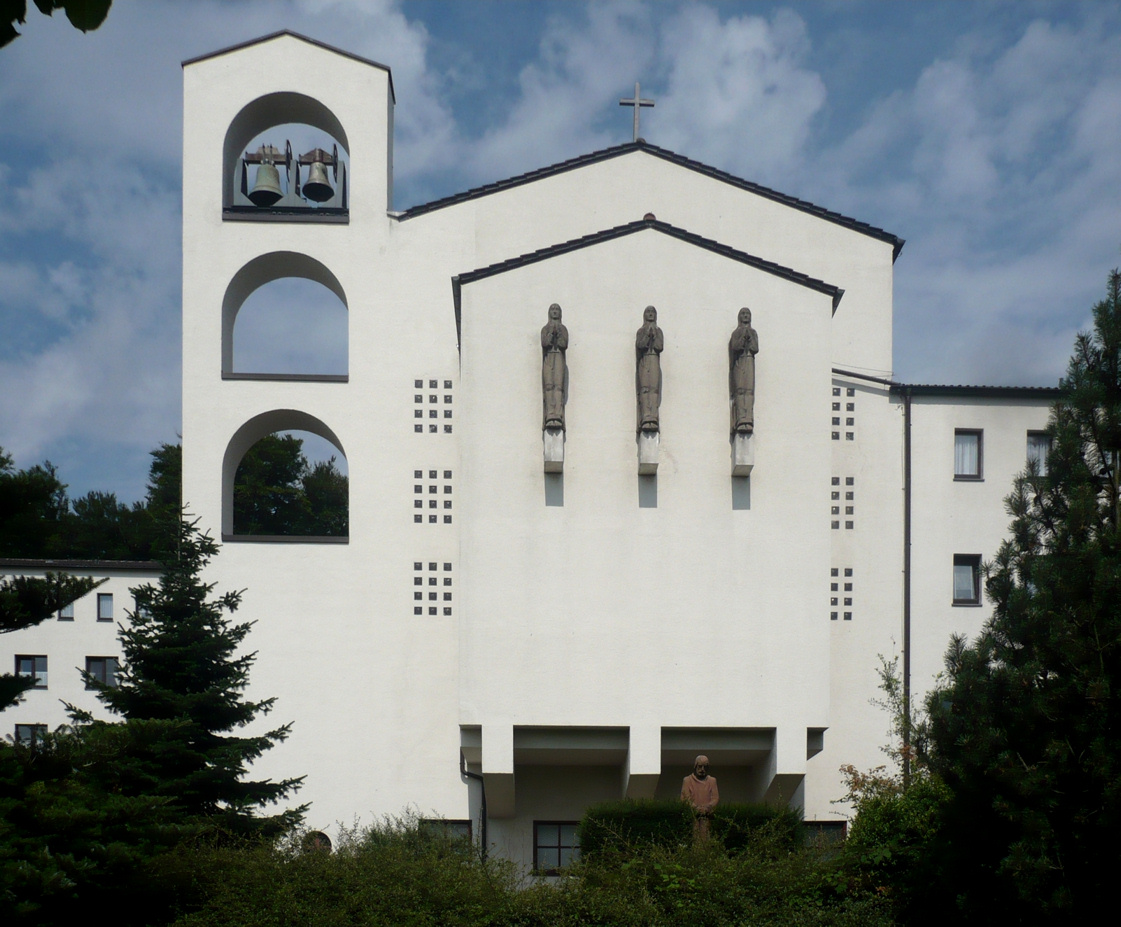
Ehemaliges Kloster (Mutterhaus) der Barmherzigen Schwestern von der hl. Elisabeth

In Schuir überwiegt Landwirtschaft und lockere Wohnbebauung. Dennoch sind auch einige Unternehmen ansässig. So befindet sich die 1969 eingeweihte Karstadt-Hauptverwaltung in Schuir, die sich bis dahin am Limbecker Platz im westlichen Anbau an das Karstadt-Kaufhaus (ehemals Althoff) befand. Der erste Bauabschnitt der Karstadt-Hauptverwaltung an der Theodor-Althoff-Straße wurde am 2. Februar 2017 unter Denkmalschutz gestellt. Darüber hinaus ist eine Dienststelle des Landesamtes für Natur, Umwelt und Verbraucherschutz NRW (LANUV) und das Wetteramt Essen in Schuir angesiedelt.
Zudem befindet sich in Schuir das ehemalige Mutterhaus (Kloster) des Ordens der Barmherzigen Schwestern von der heiligen Elisabeth. Der 1843 gegründete Orden eröffnete das erste Essener Krankenhaus im Kapuzinerkloster Essen. Das Elisabeth-Krankenhaus als direkter Nachfolger befindet sich seit 1912 in Essen-Huttrop. 2016 zog der Orden ins Kloster Emmaus in Schönebeck um. Infolge wurde das Kloster in Schuir für rund 500 Flüchtlinge als Unterkunft umgebaut.
Von der 1969 gegründeten Walter-Hohmann-Sternwarte, teils im Gebäude der ehemaligen katholischen Schuirer Schule gelegen, sind bereits einige Kleinplaneten entdeckt worden. Auf dem im Jahre 1800 errichteten Dreiseitenhof, dem heutigen Rutherhof, wird eine Straußenfarm betrieben. Auf den ländlichen Flächen haben sich dazu knapp ein Dutzend Reiterhöfe angesiedelt. Im Norden von Schuir (Wallneyer Straße 10) steht seit 2010 der neue Radarturm des Deutschen Wetterdienstes, einer von 17 Radartürmen des Wetterdienstes in Deutschland.
Verkehrstechnisch erschlossen ist Schuir vor allem durch die A 52 an der Nordwestgrenze Schuirs, die mit der in Schuir gelegenen Anschlussstelle Essen-Kettwig eine direkte Zufahrtsmöglichkeit bietet. Parallel zur A 52 verläuft die Meisenburgstraße, welche über Schuir Bredeney mit Kettwig verbindet, die zweite für den Stadtteil bedeutende Straße ist der Schuirweg, der von der Meisenburgstraße zum Ruhrtal nach Werden führt. ÖPNV-Anschluss bilden die Linien 142 (tagsüber) und NE13 (nachts) der Ruhrbahn, die über die Meisenburgstraße fahren.
| Linie | Verlauf | Takt (Mo–Fr)        |
| ----- | --- | ------------------- |
| 142   | Annental, Betriebshof Ruhrallee – Rellinghausen – Stadtwaldplatz – Rüttenscheid Martinstraße – Alfredbrücke – Messe Essen/Gruga – Messe West/Süd/Gruga – Bredeney Friedhof – Schuir Abzweig Flughafen – Schwimmbad Kettwig – Kettwiger Markt – Kettwig | 20 min 10 min (HVZ) |
| NE13  | Essen Hbf – Philharmonie – Rüttenscheider Stern – Rüttenscheid Martinstraße – Alfredbrücke – Messe Essen/Gruga – Messe West/Süd/Gruga – Sommerburgstr. – Schuir – Schwimmbad Kettwig – Gewerbegebiet Kettwig – (Kettwiger Markt →) Kettwig             | 60 min              |

## Bevölkerung
Am 31. März 2025 lebten 1.525 Einwohner in Schuir.
Strukturdaten der Bevölkerung in Schuir (Stand: 31. März 2025):
- Bevölkerungsanteil der unter 18-Jährigen: 17,8 % (Essener Durchschnitt: 16,9 %)[7]
- Bevölkerungsanteil der mindestens 65-Jährigen: 24,4 % (Essener Durchschnitt: 21,7 %)[8]
- Ausländeranteil: 15,6 % (Essener Durchschnitt: 20,6 %)[9]

## Geschichte

### Vorgeschichte
Funde beweisen, dass schon seit der Steinzeit hier Menschen siedelten. Schuir wurde erstmals gegen 800 n. Chr. als Ortschaft Wallney erwähnt. Die Namensherkunft von Wallney, auch Walleney, bezeichnete vermutlich eine runde wellige Aue. Der Name Schuir ist vermutlich aus dem Scheuer, dem Schutzdach, entstanden. Es tritt die Bezeichnung ten Schuiren, zu den Scheuern, Schuren, auf. Zudem wurde 1296 ein Ritter Evert von Schuren erwähnt. Gegenüber dem unter Denkmalschutz stehenden Haus Schuir am heutigen Schuirweg gab es noch bis zu Anfang des 19. Jahrhunderts die Ruine der alten Burg, die der Wahlabt von Werden, Heinrich VI. Dücker (1646–1667), zur Hälfte erwarb. Schuir gehörte zur Abtei Werden und diente den Mönchen als Sommersitz. Auf dem Galgenhügel, in der Nähe des Wetteramtes, fand 1768 die letzte Hinrichtung statt.

### Gebietszugehörigkeiten
Bis zur Säkularisation 1803 aufgrund des Reichsdeputationshauptschlusses gehörten die Schuirer Gehöfte zur Reichsabtei Werden. 1830 hatte Schuir – einer preußischen Landesbeschreibung zufolge – 360 Einwohner. Schuir war bis 1875 Teil der Gemeinde Vierhonnschaften und seit 1875 Teil der Gemeinde Zweihonnschaften in der Bürgermeisterei Kettwig-Land.
Zum 1. September 1902 wurde die Gemeinde Zweihonnschaften aus der Bürgermeisterei Kettwig-Land herausgelöst und bildete eine eigene Bürgermeisterei, für die in Bredeney ein neues Rathaus errichtet wurde. Die Bürgermeisterei und die Gemeinde Zweihonnschaften wurden 1903 in Bredeney umbenannt. Am 1. April 1915 wurde Schuir mit Bredeney zur Stadt Essen eingemeindet.

### Zweiter Weltkrieg
Kurz vor dem Ende des Zweiten Weltkrieges, am 9. April 1945, verwechselten die Alliierten aus der Luft eine Gruppe von etwa 3000 Zwangsarbeitern am Schuirweg versehentlich mit einer Einheit der Wehrmacht. Daher bombardierten sie die Gruppe, wobei mehr als 40 Menschen ihr Leben lassen mussten und weitere verletzt wurden. An der Bergung waren die Schwestern des nahen Klosters beteiligt. Von den Toten konnte bisher nur ein Mensch namentlich benannt werden. Er wurde nach mehr als 60 Jahren Suche seines Sohnes durch ihn identifiziert. Die Todesopfer sind auf dem Südwestfriedhof in Fulerum beigesetzt worden. 2007 wurde an der Stelle des Geschehens ein Gedenkstein errichtet.

### Schuirer Schulen
1676 wurde erstmals die evangelische Schule An der Pierburg als eine Heck- und Winkelschule erwähnt. Zuvor mussten die Kinder den weiten Weg nach Kettwig in Kauf nehmen. 1968 wurde der Schulbetrieb eingestellt.
Die Gründung der alten katholischen Schuirer Schule am Est an der Wallneyer Straße geht auf das Jahr 1750 zurück. Teile des noch heute bestehenden Schulgebäudes gehen auf das Jahr 1830 zurück. Die Bauern aus der Umgebung wendeten sich damals an den Abt von Werden, der ihnen behilflich sein sollte, für ihre Kinder eine Schule zu bauen. Diese hatten früher einen weiten Schulweg bis nach Werden. Der Abt stellte das Baumaterial und die Bauern stellten die Arbeitskräfte für die Errichtung der Schule. Bis zu etwa 180 Kinder besuchten diese zweiklassige Schule, die 1939 aufgelöst wurde, danach als Wohnhaus diente und heute Räume der Walter-Hohmann-Sternwarte beherbergt.

### Wappen

Wappen von Schuir

Blasonierung: „Gespalten und zweimal geteilt in Schwarz und Silber (Weiß).“
Das Wappen wurde von Kurt Schweder entworfen und hatte nie offiziellen Charakter. Ende der 1980er Jahre schuf der Heraldiker für alle Essener Stadtteile Wappen. Sie sind inzwischen von der Essener Bevölkerung gut angenommen worden. Das Wappen von Schuir ist das der Herren von Schuir.

### Politik
Von 1946 bis 1975 vertrat der Großhandelskaufmann Hans Toussaint (CDU) den Kommunalwahlbezirk 40, den Bredeney zusammen mit Fischlaken und Schuir bildet, im Rat der Stadt Essen. Toussaint amtierte von 1949 bis 1956 als Oberbürgermeister der Stadt Essen. Von 1975 bis 1999 gewann der Rechtsanwalt und Notar Wolfgang Reiniger (CDU) diesen Wahlbezirk. Reiniger wurde 1999 zum Oberbürgermeister der Stadt Essen gewählt und 2004 wiedergewählt. Bei den Kommunalwahlen 2004 und 2009 wurde der Rechtsanwalt Matthias Hauer (CDU) im Kommunalwahlbezirk 40 in den Rat der Stadt Essen gewählt; dabei wurde jeweils das stadtweit höchste CDU-Ergebnis erzielt.